# Digital Negative
Pour les articles homonymes, voir DNG.
Digital Negative (DNG) est un format ouvert d'enregistrement des signaux bruts générés par les capteurs d'appareils numériques. Il a pour but de standardiser les nombreux formats RAW précédemment utilisés. La spécification a été présentée par Adobe Systems le 27 septembre 2004.

## Description
Les fichiers bruts (ou « RAW », en anglais) sont de plus en plus utilisés en photographie numérique[réf. nécessaire] car ils permettent une plus grande souplesse de traitement après la prise de vue (pour régler la balance des blancs par exemple) tout en évitant les altérations visuelles dues à des formats compressés comme le JPEG. Ils sont en quelque sorte à la photographie numérique ce que le négatif est à l'argentique : un original « parfait » qui autorise de nombreux traitements pour aboutir à l'image finale. Cette métaphore est pourtant critiquée par certains, car il ne tient pas compte de l'esprit du constructeur et peut permettre toutes les aberrations d'un appareil, alors que le format JPEG traduira la qualité de la pellicule qui sera livrée à l'ordinateur et au logiciel de traitement.
Cependant, les appareils photo utilisent des formats propriétaires (il en existe plus de 200[Quand ?]) pour enregistrer ces données brutes et ceux-ci ne sont pas tous reconnus par les logiciels de traitement ou de retouche. Bien que chaque constructeur fournisse un convertisseur, il est impossible de savoir si de tels convertisseurs existeront dix ou vingt ans plus tard sur les systèmes disponibles alors. C'est pourquoi l'utilisation de ces fichiers propriétaires à des fins d'archivage est très risquée, au même titre que leur échange au sein de flux de production complexes.
Le format DNG, à travers une standardisation du format et une licence ouverte, veut donc garantir l'accès durable aux photographies archivées. Il vise aussi à simplifier le développement des applications graphiques en épargnant au programmeur la tâche de développer des modules pour chaque format. Depuis sa publication, DNG est pris en charge par plusieurs dizaines d'éditeurs de logiciels, dont Extensis, Canto, Apple, LaserSoft Imaging, iView, Adobe bien évidemment, et Snapseed. Des fabricants de matériel photo comme Hasselblad, Leica, Ricoh, Pentax ou Samsung proposent quant à eux des appareils compatibles avec ce format. De plus, Adobe fournit un convertisseur gratuit fonctionnant sous Windows et Mac OS X ainsi qu'une reconnaissance directe du format dans Photoshop et Lightroom. Sous les différentes distributions de GNU/Linux, Digikam, RawTherapee ainsi que DNG Converter offrent également un convertisseur DNG, et d'autre part le préprocesseur UFRaw se couple avec Gimp pour ouvrir les DNG et pouvoir les traiter comme une image JPEG classique.
Basé sur un format TIFF/EP (« TIFF for Electronic Photography »), le DNG a l'avantage (pour les constructeurs) de faciliter la transition depuis les formats propriétaires RAW. Il met aussi en place des moyens simples de suivre l'évolution des futurs capteurs d'appareils photo numériques (via une utilisation souple de métadonnées).